# Шевченково (Кегичёвский район)
Шевченково (укр. Шевченкове) — село,
Власовский сельский совет,
Кегичёвский район,
Харьковская область, Украина.
Код КОАТУУ — 6323180804. Население по переписи 2001 года составляет 29 (14/15 м/ж) человек.

## Географическое положение
Село Шевченково находится на правом берегу реки Берестовая, выше по течению на расстоянии в 1 км расположено село Кофановка, ниже по течению на расстоянии в 1 км расположено село Дьячковка (Нововодолажский район), на противоположном берегу расположено село Власовка.
К селу примыкают небольшие лесные массивы (сосна).

## История
- 1925 — дата основания.

## Название
В 1920-х — начале 1930-х годов в области прошла «волна» наименований значительной части населённых пунктов, в «революционные» названия — в честь Октябрьской революции, пролетариата, сов. власти, Кр. армии, социализма, Сов. Украины, деятелей «демократического движения» (Т. Шевченко) и новых праздников (1 мая и других) Это приводило к путанице, так как рядом могли оказаться сёла с одинаковыми новыми названиями — например, Первое, Второе и просто Шевченково.